# Pinet (Hérault)
Pinet – miejscowość i gmina we Francji, w regionie Oksytania, w departamencie Hérault.
Według danych na rok 1990 gminę zamieszkiwały 904 osoby, a gęstość zaludnienia wynosiła 102 osoby/km² (wśród 1545 gmin Langwedocji-Roussillon Pinet plasuje się na 372. miejscu pod względem liczby ludności, natomiast pod względem powierzchni na miejscu 811.).